# École européenne de Bruxelles II
L'école européenne de Bruxelles II est située sur l'avenue Oscar Jespers à Woluwe-Saint-Lambert, Bruxelles, Belgique. Elle a été créée en 1975. 
Elle a des sections en anglais, en français, en finlandais, en allemand, en italien, en néerlandais, en portugais, en suédois et en lituanien (jusqu'à sixième année du secondaire). L'école a trois sections : maternelle (2 années), primaire (5 années) et secondaire (7 années).
Depuis 1995, 12 % des étudiants ne sont pas des enfants de travailleurs de l'UE.

## Secondaire
Les étudiants qui passent leurs examens en fin de dernière année reçoivent un diplôme du baccalauréat européen.
Les élèves sont représentés par un comité nommée Comité des Élevés ou CDE(eeb2cde.eu).

## Anciens élèves renommés
- Max Gazzè et Francesco Gazzè
- Stella Maxwell
- Christian Spronck